# Bromley Football Club
Maillots
Actualités
Le Bromley Football Club est un club de football anglais, basé à Bromley (au sud-est de Londres) et fondé en 1892. Le club évolue actuellement en League Two (quatrième division anglaise) et joue ses matchs à domicile à Hayes Lane.

## Histoire
Le club est fondé en 1892.
A l'issue de la saison 2023-2024, le club est promu en League Two (quatrième division).

## FA Cup
Le club atteint le deuxième tour de la FA Cup lors des saisons 1937-1938, 1938-1939 et 1945-1946.

## Palmarès
- National League South (sixième division)
  - Champion : 2015

- Isthmian League
  - Champion : 1909, 1910, 1954 et 1961

- Athenian League
  - Champion : 1923, 1949 et 1951

- Spartan League
  - Champion : 1908

- London League
  - Champion : 1897 (Division 2)

- FA Amateur Cup
  - Vainqueur : 1911, 1938 et 1949

- London Senior Cup
  - Vainqueur : 1910, 1946, 1951, 2003 et 2013

- Kent Senior Cup
  - Vainqueur : 1950, 1977, 1992, 1997, 2006 et 2007

- London Challenge Cup
  - Vainqueur : 1996

- Kent Floodlit Trophy
  - Vainqueur : 1979

- Kent Amateur Cup
  - Vainqueur : 1908, 1932, 1936, 1937, 1939, 1947, 1949, 1951, 1953, 1954, 1955 et 1960

- FA Trophy
  - Vainqueur : 2022
  - Finaliste : 2018

## Stades
Le club fait ses débuts au Queensmead Recreation Ground avant de déménager à Glebe Road. Avec la vente de Glebe Road le club s'installe au Plaistow Cricket Club. Une nouvelle fois la vente du terrain pour y construire des logements conduit le club à déménager. À compter du 3 septembre 1904 les matchs à domicile du Bromley Football Club se tiennent à Hayes Lane. Le club s'installe dans l'actuel Hayes Lane en 1938. Avec 10 798 spectateurs, le record d'affluence est établi lors d'un match contre le Nigeria en septembre 1948. Le stade a une capacité de 5 000 places dont 1 300 assises et 2 500 couvertes.